# 新世紀エヴァンゲリオン 碇シンジ育成計画 (漫画)
『新世紀エヴァンゲリオン 碇シンジ育成計画』（しんせいきエヴァンゲリオン いかりシンジいくせいけいかく）は、GAINAX・カラー原作、高橋脩作画の漫画作品。『月刊少年エース』（角川書店）で連載。単行本全18巻。
本作は『新世紀エヴァンゲリオン』を原作とした、同名ゲーム内のストーリーラインの1つ「キャンパス編」の漫画化となっている。

## 制作の背景
舞台は「学園エヴァ」ではあるが、コメディ漫画としての色彩が濃く、恐妻家で親馬鹿なゲンドウなど原作アニメとは異なる個性豊かなキャラクターが多く登場する。ゲームではなかった展開や設定が多くストーリー内容はほとんどが独自のもの。原作の有名な場面を違う形で再現したり、逆にして再現している。
同じく『エース』で連載された漫画版（貞本エヴァ）の著者であり、原作アニメおよび貞本エヴァのキャラクターデザインを担当した貞本義行は本作品について“「明るいエヴァ」はまかせたぁ！”とコメントを寄せた。なお、惣流・キョウコ・ツェッペリンのみ貞本エヴァのキャラクターデザインとなっている。
単行本は10巻までで累計発行部数380万部。

## あらすじ
第3新東京市で父ゲンドウ・母ユイと一緒に暮らすシンジ。幼なじみのアスカと一緒に登校しては級友のトウジ・ケンスケにからかわれる日々。ある日、シンジは帰宅すると不思議な雰囲気を持つ少女「綾波レイ」と出会う。そして母ユイから親戚にあたるレイが同居することを告げられる。ユイとゲンドウの研究に敵対する謎の組織ゼーレとの対決やミサトが考案したシンジたちのハチャメチャな育成プログラム、そしてシンジを巡るアスカやレイの恋模様を描いたコメディストーリー。

## 登場人物

### 第壱中学校
原作（テレビアニメ版）との相違点を中心に解説する。
碇シンジ
本作の主人公。基本的には原作と同じような優柔不断で気の弱いキャラクターだが、原作の重要な要素だった「破綻した親子関係」がないため、屈託のない明るい少年になっている。成績は中の上程度であり、運動神経も並だが、料理の腕は抜群（ユイ曰く自分よりもレパートリーが多い）で家事もこなす。
女性に優しく面倒見の良い性格だが、女心に関してはかなり鈍感なようであり、シンジ本人はアスカとレイを気にかけつつも、彼女たち（のみならずカヲルやマナ）から寄せられる恋心にはあまり気付いていない様子。またデリカシーに欠ける一面もあり、時に無神経な発言でアスカを怒らせてしまうことがある。原作よりも思春期な面が強くなっており、アスカの下着をいやらしい顔で覗き込んでいたり、トウジ・ケンスケと成人向けの本を回し読みするなど、一般的な中学生程度の性に対する好奇心を見せている。どういうわけか偶然に女性の身体に頭や手を突っ込む「事故」が多く、その度にアスカに鉄拳制裁を受ける。
小説を書くのが趣味となっており、たまに授業中にも書いている。また、小学生の時に嗜んだことがあるらしく、原作同様チェロを弾くことができる。それとは別に、過去に少しだけだが、ピアノも習っていたことがあり、学園祭で組んだバンドでキーボードを演奏している。
女装をさせられたことがあるが、意外にその姿は美少女っぽく、周囲の評判も良い。
パワーはないがとても器用らしく、どんな型をも抜いてしまう「型抜きのシンジ」の異名を持ち、型屋から出入り禁止を食らっている。また、ボールのコントロールも抜群にうまく、1巻の夏祭りではボールを使った的当て勝負で二枚抜きを達成。9巻ではバグの集合体に作戦通り見事弱点の部位にカラーボールを当てこれを撃破した。使用した武器のモデルはM16A2。
綾波レイ
テレビ版最終話の「学園エヴァ」のような賑やかなキャラクターではなく、基本的には原作通りの人付き合いが苦手で、控えめなおとなしい性格。碇家の遠い親戚で、シンジの両親の研究を手伝うために第3新東京市に引っ越してきた転校生。頭脳明晰、体力抜群の完璧な美少女優等生。幼少時は周囲から疎まれ孤独な時期を過ごしたようであり、シンクロテストに失敗した際に一時的に自分の殻に閉じ篭ってしまうが、シンジによって救われる。それから徐々にシンジに想いを寄せていき、アスカからライバル視される。
当初は他者への無関心・無表情といった原作のレイに近い性格として描かれていたが、前述の一件でシンジとの仲が進展して以降、嫉妬の表情を見せたりギャグ要員として砕けた顔を見せたりと、本編独自の性格に変化してくる。シンジがいない時（アスカと一対一の時など）には原作のようにそっけない態度をとっていることもあるが、ことシンジ絡みとなると負けず嫌いな面を見せており、ときには眼力だけでカヲルやマナを退けるほどの威圧感を見せることもある。
本作品では原作と異なり、「チルドレン」の設定が存在しないため、アスカなどからも「ファースト」ではなく、名前で呼ばれている。
歌、料理、スケートなど、未経験ゆえに苦手意識をもつ分野も多々あるが、そのうちのいくつかはシンジに教わるなどして上達をみせる。特に料理に関しては、当初は全く出来ず、お粥やたまごサンドですら失敗してしまうほどだったが、努力の結果かなりの向上を見せている。原作同様に肉が好みではないらしく、ラーメン屋のシーンではニンニクラーメンチャーシュー抜きを注文しているが、28話でユイの作った鳥の唐揚げを食べて「おいしい」と発言しているため、肉が食べられないわけではない模様。味付けに関しては薄味が好み。
ひな人形を見たことがない、肝試しで何をするのか知らないなど、世間知らずな面もあるが、その一方で間接キスの意味を知っていたり、恋愛成就のまじないを実行するなど、恋愛方面に関しては人並みの知識を有している。
スレンダーなスタイルをしているが「シンジは巨乳好き」という情報を聞いて以降、自分の胸にコンプレックスを抱くようになっている。特に入浴シーンでそれが強調されるが、一緒に入浴しているのがミサトやユイといった大人勢であったり、年不相応に発達しているアスカとであったりするためであり、レイ自身は年齢相応には発達している模様。13巻でヒカリ・マナらと入浴した際には彼女らの体型を見て安心を覚えている。
シンジ、ゲンドウに次いで転倒する頻度が高い。
戦闘では、3人の中では一番冷静沈着で、大量のバグが襲って来た時やバグの集合体が出現する予想外のハプニングにもそれほど動じず、冷静に相手を観察して有効な手段や作戦を考えた。使用した武器のモデルはアンチマテリアルライフル（東京マルイオリジナルモデル）。格闘の腕も、3人の中でもっとも早くに訓練に入っていたこともあり、トップクラスの腕前を持つ。その一方で持久力は低く、何かと休憩をとっている場面が多い。
原作ではアスカとの仲は良くなかったが、今作ではシンジを巡って三角関係で対立することはあるものの、原作より関係は好良である。
惣流・アスカ・ラングレー
テレビ版最終話の「学園エヴァ」に準拠した、シンジの幼馴染というポジション設定で登場。プライドが高く気が強い性格と、その反面で寂しがり屋な性格など、原作に忠実な設定もある程度存在する。シンジのことは「バカシンジ」と呼びながらも密かな想いを寄せているが、自分の気持ちに素直になれない。また、他人の相手に「ってば」と最後に呼び、体言に準する台詞も時々多い（幼馴染のシンジに対しても多い。また、逆に本人の母・キョウコも4巻にて「ったら」を使わずに「アスカってば」と呼び、本人の母が娘に珍しく「ってば」と1回の名前で呼んでいた少ない人物でもある）。
レイやカヲル、マナと一緒にいる時には、かなりヤキモチを焼いている。また、頭は良いが単純なところがあり、トウジやケンスケがからかうとそれを本気で受け取ってしまう。レイが転校してくるまでは、学校一の美少女ならびに優等生だった。
スタイルの良さも特徴で、アスカ自身もそれを自慢に思っている。特に胸に関しては、レイよりも大きいことに優越感をもつ場面も多い。しかしあくまでも「中学生にしては大きい」といったレベルであり、ユイやミサト、キョウコといった大人組の巨乳キャラとの比較時にはげんなりとすることもある。
幼少時は弱虫で泣いてばかりのシンジを叱咤激励していた。それだけに、レイやマナなど他の女子がシンジと仲良くするとすぐに嫉妬してしまう。
レイに対して当初は「綾波さん」と呼んでいたが、ある程度親しくなってからは「レイ」と呼び捨てで呼んでいる。彼女とはシンジを巡って三角関係ではあるが良好な関係を保っており、原作のように「ファースト」や「あの女」と呼ぶことは無く、対立することもほとんど無い。
好物はハンバーグで、幼少期に親が留守にしていたとき幼いシンジが家まで材料を運び込んで作ってくれたことがきっかけになっている。自分で料理を作るのは苦手だが、例外としてカレー作りは得意で、このときだけは張り切る。もっとも、じゃがいもの皮をむくように指示されて皮むき器の存在に考えが及ばず、包丁を大上段に振り上げて一刀両断したり、ごはんを炊くときの米と水の比率が決まっていることを知らなかったりと、格別得意というわけでもない。味付けに関しては濃い目が好み。
4巻でシンジとファーストキスを交わした。
器用さが取り柄であるシンジに対し、アスカは力勝負な面があり、的当てでは力任せにボールを投げていた。バグ戦においても、銃が弾切れになった際、飛来するバグ（この時はてんとう虫）を拳銃で殴り落していた。また、野球大会ではピッチャーを務め、その速球で日向・青葉先生やケンスケから易々とストライクを奪った。
戦闘において、9巻では3人の中では一番の戦果を挙げシンジたちに指示したりとその才能は遺憾なく発揮されている。バグの集合体を打破する作戦を考える時には自分がカラーボールで目標を倒すとは考えずに3人の中でコントロールが一番あるシンジにまかせるといった堅実な人選を考えることができ、一人よがりで動くのではなくチームとして適材適所な場面を見極めることが出来ている。使用した武器のモデルはベレッタM92F。
下着はいくつかバリエーションがあるが、ボーダー柄の下着（いわゆる縞パン）を着用していることが多い（なお、本作品以外のアスカも、貞本コミック版の扉ページや新劇場版などで縞パンを着用している場面がみられる）。
シンジの『事故』の一番の被害者だが、自爆してしまうことも多い（その際も、シンジが殴られる結末に変わりはないが）。
霧島マナ
第2新東京市から第壱中学校にやってきた転校生。シンジに対していきなり「運命の出会い」と発言したり、人前でも抱きついたりするなど積極的にアプローチし、シンジをめぐる恋模様の中へ参入、レイやアスカにヤキモチを妬かせている。性格は明るく、自分の感情に素直。
実はリツコとカヲルを監視してゼーレの動向を探るためにゲンドウやユイが送り込んだスパイで、鍵を破るなどの特殊な技能を持ち、さらには銃の知識にも長けていてケンスケがモデルガンの雑誌を見ている時に「オートマチックよりリボルバーの方が弾詰まりが無く、いざという時の信頼感が違う」と発言した。そのほか、歌、ドラム、料理、スケートなど特技は多岐にわたる。過去にシンジと出会ったことがあるという（もしくは5巻にて、シンジの生徒手帳を拾ったことを指している可能性もある）が、シンジは覚えていない。シンジらとバンドを結成した際にはドラムを担当し、この時自身が歌唱力が高いことからボーカルを兼任しようとしていたが、本番当日に風邪をひいたことで辞退している。
渚カヲル
シンジになれなれしく接する転校生。転校初日から、隣の席になったシンジに同性愛に近いような接し方をしてきた。温厚で口調も丁寧だがどこか人を見下している一面もある。アスカはこれを良く思っていない。また、ゼーレから派遣されたという設定は本編と同じだが、こちらの彼はシンジの両親の研究の邪魔をするために派遣されたという設定になっている。カヲルは自らの任務に関して「シンジ君をボクのものにすればいいんだろう？」と発言しており、シンジはカヲルの積極的なアプローチに赤面することが多く、アスカに大いにヤキモチを妬かせている。
また、美形であるため脇役の女子生徒からの人気が高く、バレンタインデーにはチョコレートを山のように貰っている。レイやアスカとは立場上対立する関係にあるが、シンジを巡る女性関係は一歩引いた立場から楽しそうに観察している節がある。
同じゼーレのスパイということで、リツコと二人でいることが多い。
鈴原トウジ
シンジの親友。原作では最初はシンジを嫌っており、後に和解して親友になったが、こちらでは最初から仲の良い友人という設定である。原作と同じく関西弁で喋り、性格などは原作とさほど変わらない。シンジとアスカの口論を見ては、仲の良い夫婦だと茶化している。原作同様妹がいる。
野球大会ではピッチャーとして先発出場。マナ、レイ、アスカを三者凡退に抑えるなど研究所チームを0点に抑える好ピッチングを見せた。しかし、ミサトがわざとはだけさせた胸元に釘付けになってしまい、レイ、アスカに連続して出塁を許している。
ヒカリとは原作通りの「問題児と優等生」な間柄だが、実は付き合っており、本人たちはそのことを秘密にしているつもりだがクラスメイトたちには感づかれている様子。ヒカリに作ってもらった弁当をよく食べているが、本人は「残飯処理」と言い張っている。
相田ケンスケ
シンジ・トウジの親友。トウジと同じく、性格や立ち位置などは原作とさほど変わらない。ミリタリーヲタクである点、カメラ好きである点も健在である。雑誌を見てどのモデルガンを買おうか迷っていた際、横から話しかけてきたマナに対し「僕の趣味を理解してくれる女の子がいるなんて・・・」と頬を赤らめていたが、マナが自分ではなくシンジの方へ行ってしまったため、女子に恵まれないことを嘆いていた。また、アスカに対しても好意を抱いていると見受けられる描写もあった。バレンタインデーには主要男子キャラの中で唯一チョコを貰えなかった。マナのリボルバーに信頼を寄せている旨の発言を受けて、サバイバルゲームを企画したときはマナにはリボルバー型のエアガンを手渡す、シンジとレイの掃除の手伝いをあえて拒むことで、シンジとレイが2人きりになれるよう計らうなど、細かな気配りができる。
洞木ヒカリ
シンジたちのクラスの学級委員長。原作よりかなり出番が増えている。
アスカの親友で、彼女の相談相手（その内容のほとんどがシンジ絡みだが）となっている。シンジが他の女性やカヲルに誘惑された際「アスカのことはどうするの!?」と発言するなど、アスカがシンジと上手くいくよう願っている様子。
トウジとは「優等生と問題児」な間柄だが、実は交際している。学校に居る時は付き合っているような素振りは見せないが、バレンタインデーにひそかにチョコレートを渡していたり、二人きりのデートを行っている。クラスメイトたちからはトウジとの関係を冷やかされており、ヒカリ本人は否定しているものの、クラスでは公認のカップルと思われている（まだ本人たちに照れが強いらしく、行事ごとの際にはいろいろな理由をつけて遠まわしにトウジを誘い入れようとしてアスカに突っ込まれている）。
葛城ミサト
シンジたちの担任。明るく豪快で生徒に人気がある。中学校の教師であるが様々な教科を教えている。本編と同じく性格は適当で、冷蔵庫はビールとおつまみぐらいしか入っておらず、シンジがそれを見た際に嘆いている場面がある。人工進化研究所との関係は父親が設立時に関係していたとのことで知己がある。当初は研究所で何を研究しているかは知らなかったが、ゲンドウやユイの思惑とは知らずに召集され、シンジの育成に関わる立場にいる。また料理は本編と同じくまったくできない。
ゲンドウとユイが研究所詰めに入って以降、保護者という立場でシンジと同居を始めた。程なくして、同じく一人でいることが多かったアスカも招きいれ、原作同様の三人暮らしになっている。シンジの前で簡単に下着姿になるなど無防備な面が見られるが、野球勝負の際にトウジの意識をそらすためにわざと胸元を開くなどしているため、単にシンジを男性として意識していないだけと思われる。
当初はシンジやアスカから「ミサト先生」と呼ばれていたが、両者とも後に原作と同じ呼び方（シンジは「ミサトさん」、アスカは「ミサト」と呼び捨てで呼んでいる）に変わっている。レイからは一貫して「葛城先生」と呼ばれる。
毎回シンクロ率を上げるハチャメチャな案を出しては、効果を出すのだが、完全に成功した例は少なく、シンジたちからは、ミサトの努力って何か効果あったっけ？などと言われている。また、アスカやレイとシンジの恋の行方を面白がっている一面もある。
加持リョウジから頻繁に借金をしており、クラス対抗の運動会や町内会の野球大会などで勝負を吹っ掛け、借金の帳消しを試みている。最初に賭けた体育祭では勝利したが、それ以降はミサトが全敗している。
本編ではセカンドインパクトの時に負った大きな傷が体にあったが、その設定自体が無いので体に傷は無い。また、巨乳が強調される描写が目立つ。
赤木リツコ
第壱中学校の養護教諭。その一方でゼーレとつながっており、ゲンドウとユイの研究を妨害するようにシンジに探りを入れたりカヲルに指示を出すなどしている。シンジが風邪気味で保健室に来た際にはグラマラスな魅力でシンジをドキドキさせている。原作と同様、葛城ミサトとは大学時代からの付き合いだが、ミサト曰く「ただの腐れ縁」のため、原作ほど親しくない模様。
ゲンドウの邪魔をする立場でありながら、ゲンドウには密かな恋心を抱いている様子で、ゲンドウの前に出ると頬を赤らめたり、他の女性陣があきれてしまうような彼の言動に対しても「かっこいい」と心中でドギマギしている。そのゲンドウから、不慮の事故で意図せず服を脱がされたり、股間や胸に顔を埋められてしまったりと散々な目にあうが、これに対しても嫌がるよりもむしろ喜んでいるようなそぶりを見せている。
ゲンドウらの組織と無関係であるのみならず、ゼーレのスパイという原作とはまったく異なった立ち位置にある。原作で彼女が務めていたコンピューター関連のエキスパートというポジションは本作品ではユイに置き換えられている。6巻で乗っている愛車は光岡・オロチ
ストーリー終盤では改心して人工進化研究所側に寝返り、原作とほぼ同様のポジションとなる。
加持リョウジ
シンジたちの隣のクラスである2年B組の担任。担当教科は体育で、2年A組の体育もリョウジの担当。体育教師というだけあって運動能力は高く、野球大会では途中からマウンドへ上がり、剛速球でミサトから三振を奪った。
ミサトやリツコとは学生時代からの付き合いで、ミサトとはほとんど腐れ縁のような関係。今でも一緒に食事に行くなど仲は良いが、ミサトに色々と振り回されており、ミサトと外出した先でシンジらと出会うと決まって憔悴し切っている。
実は人工進化研究所のエージェントらしく、ゼーレの動向を調査しゲンドウやユイへ報告している。しかし、人工進化研究所との関連性は原作よりも薄い。
喫煙者であり、シンジが受動喫煙の被害に遭うのではないかと心配したゲンドウに注意されている。
日向マコト・青葉シゲル
第壱中学校の教師。3年生の受け持ちで、面識の薄いシンジは誰だか気づかなかった。夏祭りや文化祭などの場面では台詞付きで登場していたが、他はほとんど背景に近い登場。番外編では登場の少なさから来る鬱憤を酒で紛らわせている。
なお、シゲルは音楽に見識があり、バンドを結成したシンジたちに演奏法を教えていた。ギターとベースを所持している。
原作とは異なり、研究所とは無関係である。
伊吹マヤ
第壱中学校の新任の国語教師。まとまりの無いクラスに頭を抱える様子が描かれた。原作と同じくリツコの後輩で、潔癖症は健在。遅刻しがちなミサトに代わって2年A組の朝のHRを担当していることも多い。町内会ではアイドル的存在で、町内会主催の運動会や野球大会ではアナウンス係を依頼されている。
日向や青葉と同じく、今作では研究所とは無関係である。

### 人工進化研究所
碇ゲンドウ
シンジの父で人工進化研究所の所長。アニメとほとんど同じこわもての外見とは裏腹に、おっちょこちょいな人柄。シンジに対しての接し方も本編とは違い、暴走気味の親馬鹿な愛情を見せている。碇ユイには頭が上がらない恐妻家で、原作のように赤木親子と関係を持つといった様子はない。
最先端技術を扱う研究所の所長でありながらメカ音痴でもあり、研究所の端末をチョップしてシステムを復旧させようとしたり、コンピュータがウイルスに侵されたと聞いて除菌剤をまくなど、大真面目な態度でトンチンカンな行動を取る。また、レイが特殊装甲の非常に重たい扉に閉じ込められたのを力でこじ開けるなど、無謀で向こう見ずな行動もするが、最後はなぜか必ず上手くいく。そのひたむきさと自信ゆえに男性所員からの信頼は絶大でカリスマ性を発揮する。その一方で女性職員からは、ゲンドウがいないと平和だといった評され方をしている。
しかし、アニメと同じ黒の上下しか服を持っていないため、髭面とサングラスの効果もあいまって、研究所から一歩外に出ると一般市民からはいつも不審者扱いされる（ちなみに同じ外見だが、運動用や海用などさまざまなタイプがあるらしい）。シンジのクラスメイトたちからは、見た目とのギャップが大きいため、結構面白がられている。普段は研究所にいることがほとんどだが、アスカを含め家族団らんでいることが幸せであるという思いが強く、またシンジの学校行事や町内会の会合や企画には積極的に参加している。
野球大会や運動会など運動系のイベントにはシンジたちやユイなど研究所の所員を伴って出場している。しかし、いつも張り切りすぎてしまい、腰を痛めて活躍できない場合が多い。ただし、運動神経は悪く無いらしく、野球大会では、ミサトが手も足も出なかったリョウジの剛速球にバットを当てるなどし、皆を沸かせていた。
この「張り切りすぎ」もゲンドウの特徴で、放課後のはずの三者面談に昼休みに来てしまったりなどし、シンジに恥をかかせている。
息子同様、意図せず女性（主にリツコ）の体に顔を埋めてしまうことがよくあり、そのたびに必ずユイの制裁が入る。シンジの普段の生活を見ている者からは「やっぱり親子だ」と評されることも。
碇ユイ
シンジの母親。人工進化研究所の副所長だが、その仕事をコントロールしている実質的なトップで本編における冬月とリツコのポジションを兼任している。普段は温厚だが激しやすく、夫を完全に尻に敷いており、よくゲンドウを制裁するシーンがある。しかし、破天荒な彼に呆れる反面、本心では頼もしさも抱いている。
レイに対しては相談も受ける良き理解者である。シンジが得意とする料理は彼女が教えたものだが、今ではシンジの方がレパートリー豊富になっている。
惣流・キョウコ・ツェッペリン
アスカの母親。風貌は貞本義行の漫画版に準じている。普段は人工進化研究所の地下の研究室にこもりきりで研究に打ち込んでおり、アスカとはほとんど会うことがないが、母娘の仲は極めて良好。極度の天然ボケで、シンジの目の前でアスカの本音を核心近くまで暴露し、アスカにかなり恥ずかしい思いをさせた。シンジとアスカが結ばれることを願っており、「二人の子供が見たい」などと発言している。
普段一人で地下に篭っているためか、人混みと強い日差しがある場所（主に海）が苦手で、アスカからの誘いであっても強く拒否するほど。
冬月コウゾウ
ユイと並んで人工進化研究所の副所長を務めるが、本編と比べて非常に影が薄く、所員には既にいないものとさえ思われている。この漫画では碇ユイが夫の補佐役として研究所の実務面のほとんどを行ってしまうためである。ゲンドウとユイの二人が研究所を留守の時は自分が最高責任者となるため、いつに無く上機嫌になる。その際、通路で見かけたアスカに話しかけているが、当のアスカはコウゾウの名前を思い出せず、「副所長」と呼んでいた。番外編ではキョウコの研究室を訪れ、出番の少なさを嘆くエピソードが描かれた。
阿賀野カエデ
ゲーム版から引き続き登場するオペレーター三人娘の1人。シンジらの運動面の訓練の指導にもあたる。義理チョコを渡すなどシンジとは友人同様に接しており、良き相談相手でもある。空手有段者ながら3人の中では最も穏やかな性格で、微笑を浮かべていることが多い。
大井サツキ
オペレーター三人娘の1人。シンジらの芸術面の訓練の指導にもあたる。3人の中では一番遊び心があり、シンジらを茶化すなどして楽しむことが多い。カエデと同様にシンジの相談に乗ることもある。
最上アオイ
オペレーター三人娘の1人。眼鏡を着用している。3人の中では最も冷静で、カエデ・サツキと比べるとシンジらと接する機会も少ない。
赤木ナオコ
ゲンドウの恩師。かつて、新しいコンピューター理論であるMAGI理論を提唱するが、あまりに斬新すぎたため学会から猛反発を受け、その後一線を退き消息不明になっていたが、ゲンドウから人工進化研究所にMAGIシステムを導入したいという依頼を受け、研究所へ来る。原作同様にゲンドウに対して、単に教え子だけではない感情を持っている様子。ユイ・キョウコと異なり、普通に加齢して描写されているためか、テレビシリーズ本編より外見が老けている（本編登場時点より10年後にあたる）。時々、ゲンドウやユイをからかったりしている。

### その他
トウジの妹
原作と同様、名前・姿は判明しておらず、登場人物の会話中に現れるのみだが、健康な様子。小学生。すでにアスカ、ヒカリとは面識があり、アスカからは「兄に似ないで可愛い」と好評。
時田シロウ
代表で、ロボット「AIUEO」の開発責任者。J.A.起動実験の成功を報じる新聞では、満面の笑みを浮かべた写真が掲載されていた。碇ユイとは大学時代の同期生だが、どの教科でもユイに勝てず万年2位だったため、ユイに強烈なライバル心を持っている。J.A.を見学に来たユイに、人工進化研究所よりも自分たちの研究が優れているかのような説明をしたため、ユイを怒らせている。
ゼーレ
原作後半のモノリス状で登場。独自の研究を進めておりそれが完成するより先にゲンドウらの研究が完成しないよう、さまざまな妨害工作を行っている。
ケンスケのとっておきのネタによれば、ゼーレは人類補完計画を推進する人工進化研究所を支援しており、何百年に渡って人類を影で操ってきた影の組織であるらしいが、その真偽は不明である。
「渚カヲル養成計画」なるプロジェクトを行っているようであるが、詳細はほとんど不明である。ただし、リツコはこの計画に関して懐疑的な発言をしていた。
誘拐されたレイが対面していた空間は、モノリス消滅後に実は学校の視聴覚室であったことが判明する。その他、ヒカリが見つけた落し蓋をカヲルが隠蔽している様子が見られるなど、学内に彼らに関するなんらかの秘密が隠されている模様。
レイの誘拐以降は表立った行動を起こしていないが、コンピューターのハッキング騒動など、彼らが関与したと思われる事例は多く見うけられる。
ペンペン
姿かたちは原作と同様であるが、ミサトのペットとしてではなく、カメオ的登場。夏祭りの時はキーホルダーとして、シンジとレイがユイのマグカップを買いに行った帰りに立ち寄ったゲームセンターではぬいぐるみとケータイストラップとして登場する。

## 登場兵器
J.A.（ジェットアローン）
日本重化学工業共同体が開発した人型ロボット。アニメ本編と同様に、遠隔操作で制御されており、パイロットは搭乗しない。核分裂炉を搭載し、メルトダウンなど現行の原子炉と同等の危険も抱えている。シンジたちが見学に訪れた時、何者かにより制御不能状態に追い込まれたがその場にいたゲンドウたちによって阻止される。その後、起動実験に成功しストラップや映画にもなっている。ただし、時田シロウが言うには、映画の動きはほとんどがCGとのこと。
映画の題名は「東京大決戦 -飯田橋危機一髪-」 キャッチフレーズは「人類滅亡の危機!!迎え撃て、超巨大ロボ!!」。レイはこの映画のグッズ商品だったJ.A.のキーホルダーをバッグに付けていた。
エヴァンゲリオン初号機
本編では一度も登場してはいないが、一巻のおまけページにて「タイトルにエヴァンゲリオンって書いてあるのに…!!」と、登場する機会がないことを、同じく登場する見込みの薄いゼルエルと共に嘆いた。
エヴァンゲリオン弐号機
4巻において、研究所内のレイの部屋の壁にかかっているカレンダーの2月のページに描かれていた。今のところ、本編に登場した唯一のエヴァである。

## 用語
人工進化研究所
原作でのNERV本部に相当する施設。本作品ではジオフロントの設定が存在しないため、研究所は地上にあり、その建物も一般的な建造物の形をしている。一巻では原作と同様、車両用入口がトンネルの奥にあり、車両ごと輸送できる巨大なプラットフォームが登場したが、その後の登場はない。しかし内部はゲンドウの「いざという時のため」発言により相当に複雑なつくりとなっており、ミサトやシンジたち、そして所長であるゲンドウすら道に迷っている。通路や実験場のデザインは原作でのNERV施設内と同様に描かれている。さらにコミックス13巻以降では、ゼーレの本格的な侵攻に伴い要塞化・武装化されている。
表向きにはヒトゲノムの解析を主な仕事であるとしているが、本当の研究内容に関しては極秘扱いである。ゲンドウの机に置かれていた研究レポートの題は「E-計画」となっているが、この「E」が「EVANGELION」の「E」かどうかは不明で、その内容も不明である。レイやシンジらを用いて何らかの実験を行っているが、その内容も明らかにされていない。しかしプラグスーツ装着下でのシンクロ実験や、搬入された「何か」を見上げているユイやキョウコ、ユイがJ.A.登場回でのシンジの「巨大ロボ」発言に反応するなど、随所に伏線が張られている。
ケンスケの仕入れたとっておきのネタによれば、人工進化研究所では影の組織ゼーレの支援によって「人類補完計画」が進められている。このネタはシンジ、アスカ、トウジに「あんたバカぁ？」「どうせくだらん雑誌から仕入れてきたんやろ？」などと一蹴されているが、その内容の真偽は不明である。

## 単行本

### 日本
| 巻   | 初版発行日     | ISBN              | 収録内容                                                                                             | 初出 | アシスタント                                            |
| ---- | -------------- | ----------------- | --- | --- | ------------------------------------------------------- |
| 1巻  | 2006年3月25日  | 4-04-713801-0     | STAGE.01 STAGE.02 STAGE.03 STAGE.04 STAGE.05 STAGE.06 STAGE.07                                       | 月刊少年エース2005年6月号 月刊少年エース2005年7月号 月刊少年エース2005年8月号 月刊少年エース2005年9月号 月刊少年エース2005年10月号 月刊少年エース2005年11月号 月刊少年エース2005年12月号                          | 霞綾 神嶋竜矢 神那 鈴木正則 水清十朗 森川道夫 Miki      |
| 2巻  | 2006年7月26日  | 4-04-713838-X     | STAGE.08 STAGE.09 STAGE.10 STAGE.11 STAGE.12 STAGE.13 STAGE.14                                       | 月刊少年エース2006年1月号 月刊少年エース2006年2月号 月刊少年エース2006年3月号 月刊少年エース2006年4月号 月刊少年エース2006年5月号 月刊少年エース2006年6月号 月刊少年エース2006年7月号                             | 霞綾 神嶋竜矢 神那 タカツキユウキ 森川道夫 mevius9 Miki |
| 3巻  | 2007年6月19日  | 978-4-04-713935-0 | STAGE.15 STAGE.16 STAGE.17 STAGE.18 STAGE.19 STAGE.20 STAGE.21                                       | 月刊少年エース2006年8月号 月刊少年エース2006年9月号 月刊少年エース2006年10月号 月刊少年エース2006年11月号 月刊少年エース2006年12月号 月刊少年エース2007年1月号 月刊少年エース2007年2月号                          | 神那 Miki たくじ 鈴木正則 長野雄大                      |
| 4巻  | 2007年8月25日  | 978-4-04-713960-2 | STAGE.22 STAGE.23 STAGE.24 STAGE.25 STAGE.26 STAGE.27 SPECIAL STAGE.                                 | 月刊少年エース2007年3月号 月刊少年エース2007年4月号 月刊少年エース2007年5月号 月刊少年エース2007年6月号 月刊少年エース2007年7月号 月刊少年エース2007年8月号 描き下ろし                                            | 霞綾 Miki 神那 たくじ 笹原由紀子                        |
| 5巻  | 2008年3月26日  | 978-4-04-715030-0 | STAGE.28 STAGE.29 STAGE.30 STAGE.31 STAGE.32 EXTRA STAGE.1 EXTRA STAGE.2                             | 月刊少年エース2007年9月号 月刊少年エース2007年10月号 月刊少年エース2007年11月号 月刊少年エース2007年12月号 月刊少年エース2008年1月号 エースアサルト2007 SUMMER 新世紀エヴァンゲリオン 特別総集編                  | 霞綾 Miki たくじ 渡会けいじ 森川道夫                    |
| 6巻  | 2008年10月25日 | 978-4-04-715098-0 | STAGE.33 STAGE.34 STAGE.35 STAGE.36 STAGE.37 STAGE.38                                                | 月刊少年エース2008年2月号 月刊少年エース2008年3月号 月刊少年エース2008年4月号 月刊少年エース2008年5月号 月刊少年エース2008年6月号 月刊少年エース2008年7月号                                                       | 霞綾 Miki たくじ                                        |
| 7巻  | 2009年3月26日  | 978-4-04-715206-9 | STAGE.39 STAGE.40 STAGE.41 STAGE.42 STAGE.43 EXTRA STAGE.1 EXTRA STAGE.2                             | 月刊少年エース2008年8月号 月刊少年エース2008年9月号 月刊少年エース2008年10月号 月刊少年エース2008年11月号 月刊少年エース2008年12月号 エースアサルト2007 WINTER エースアサルト2008 SPRING                          | 霞綾 Miki たくじ                                        |
| 8巻  | 2009年6月26日  | 978-4-04-715258-8 | STAGE.44 STAGE.45 STAGE.46 STAGE.47 STAGE.48 EXTRA STAGE.                                            | 月刊少年エース2009年1月号 月刊少年エース2009年2月号 月刊少年エース2009年3月号 月刊少年エース2009年4月号 月刊少年エース2009年5月号 エースアサルト2008 SUMMER                                                       | 霞綾 Miki たくじ 緒方竜紀 水清十朗 河野恒樹             |
| 9巻  | 2009年12月26日 | 978-4-04-715347-9 | STAGE.49 STAGE.50 STAGE.51 STAGE.52 STAGE.53 STAGE.54 EXTRA STAGE.1 EXTRA STAGE.2                    | 月刊少年エース2009年6月号 月刊少年エース2009年7月号 月刊少年エース2009年8月号 月刊少年エース2009年9月号 月刊少年エース2009年10月号 月刊少年エース2009年11月号 エースアサルト2008 AUTUMN エースアサルト2008 WINTER | 霞綾 Miki たくじ 緒方竜紀 水清十朗 河野恒樹             |
| 10巻 | 2010年5月26日  | 978-4-04-715456-8 | STAGE.55 STAGE.56 STAGE.57 STAGE.58 STAGE.59 STAGE.60 おまけEpilogue                                 | 月刊少年エース2009年12月号 月刊少年エース2010年1月号 月刊少年エース2010年2月号 月刊少年エース2010年3月号 月刊少年エース2010年4月号 月刊少年エース2010年5月号 書き下ろし                                           | 霞綾 Miki 河野恒樹 山口京之介                           |
| 11巻 | 2011年2月26日  | 978-4-04-715624-1 | STAGE.61 STAGE.62 STAGE.63 STAGE.64 STAGE.65 STAGE.66 EXTRA STAGE.                                   | 月刊少年エース2010年6月号 月刊少年エース2010年7月号 月刊少年エース2010年8月号 月刊少年エース2010年9月号 月刊少年エース2010年10月号 月刊少年エース2010年11月号 書き下ろし                                          |                                                         |
| 12巻 | 2011年9月26日  | 978-4-04-715737-8 | STAGE.67 STAGE.68 STAGE.69 STAGE.70・71 STAGE.72 STAGE.73 EXTRA STAGE.                               | 月刊少年エース2010年12月号 月刊少年エース2011年1月号 月刊少年エース2011年2月号 月刊少年エース2011年5月号・6月号 月刊少年エース2011年7月号 月刊少年エース2010年8月号 書き下ろし                                    |                                                         |
| 13巻 | 2012年5月26日  | 978-4-04-120253-1 | STAGE.74 STAGE.75 STAGE.76 STAGE.77 STAGE.78 STAGE.79 EXTRA STAGE.                                   | 月刊少年エース2011年9月号・10月号 月刊少年エース2011年11月号 月刊少年エース2011年12月号 月刊少年エース2012年2月号 月刊少年エース2012年3月号 月刊少年エース2012年4月号 書き下ろし                                  |                                                         |
| 14巻 | 2012年11月26日 | 978-4-04-120489-4 | STAGE.80 STAGE.81 STAGE.82 STAGE.83 STAGE.84 STAGE.85 EXTRA STAGE.1 EXTRA STAGE.2                    | 月刊少年エース2012年5月号 月刊少年エース2012年6月号 月刊少年エース2012年7月号 月刊少年エース2012年9月号 月刊少年エース2012年10月号 月刊少年エース2012年11月号 書き下ろし                                          |                                                         |
| 15巻 | 2013年8月26日  | 978-4-04-120836-6 | STAGE.86 STAGE.87 STAGE.88 STAGE.89 STAGE.90 EXTRA STAGE.1 EXTRA STAGE.2 EXTRA STAGE.3               | 月刊少年エース2013年1月号 月刊少年エース2013年2月号 月刊少年エース2013年5月号 月刊少年エース2013年6月号 月刊少年エース2013年7月号                                                                                 |                                                         |
| 16巻 | 2014年6月25日  | 978-4-04-101746-3 | STAGE.91 STAGE.92 STAGE.93 STAGE.94 STAGE.95 EXTRA STAGE.1 EXTRA STAGE.2 EXTRA STAGE.3 EXTRA STAGE.4 | 月刊少年エース2013年9月号 月刊少年エース2014年1月号 月刊少年エース2014年2月号 月刊少年エース2014年3月号 月刊少年エース2014年4月号                                                                                 |                                                         |
| 17巻 | 2014年11月26日 | 978-4-04-101747-0 | STAGE.96 STAGE.97 STAGE.98 STAGE.99 STAGE.100 STAGE.101 STAGE.102 STAGE.103 EXTRA STAGE.             | 月刊少年エース2014年5月号 月刊少年エース2014年6月号 月刊少年エース2014年7月号 |                                                         |
| 18巻 | 2016年5月26日  | 978-4-04-101748-7 | | |                                                         |

### 台湾
台湾国際角川書店より出版。
- 新世紀福音戰士 碇真嗣育成計畫 1（2008年4月22日出版、ISBN 978-986-174-598-5）
- 新世紀福音戰士 碇真嗣育成計畫 2（2008年4月22日出版、ISBN 978-986-174-664-7）
- 新世紀福音戰士 碇真嗣育成計畫 3（2008年7月25日出版、ISBN 978-986-174-741-5）
- 新世紀福音戰士 碇真嗣育成計畫 4（2008年12月26日出版、ISBN 978-986-174-914-3）
- 新世紀福音戰士 碇真嗣育成計畫 5（2009年5月12日出版、ISBN 978-986-237-109-1）
- 新世紀福音戰士 碇真嗣育成計畫 6（2009年10月14日出版、ISBN 978-986-237-335-4）
- 新世紀福音戰士 碇真嗣育成計畫 7（2010年1月9日出版、ISBN 978-986-237-485-6）

### アメリカ
ダークホースコミックスより出版。
- Neon Genesis Evangelion: The Shinji Ikari Raising Project Volume 1（2009年7月8日出版、ISBN 978-1-59582-321-2）
- Neon Genesis Evangelion: The Shinji Ikari Raising Project Volume 2（2009年9月23日出版、ISBN 978-1-59582-377-9）
- Neon Genesis Evangelion: The Shinji Ikari Raising Project Volume 3（2009年12月23日出版、ISBN 978-1-59582-447-9）
- Neon Genesis Evangelion: The Shinji Ikari Raising Project Volume 4（2010年4月21日出版、ISBN 978-1-59582-454-7）
- Neon Genesis Evangelion: The Shinji Ikari Raising Project Volume 5（2010年6月9日出版、ISBN 978-1-59582-520-9）